# Sit Still, Look Pretty (álbum)
Sit Still, Look Pretty es el álbum de estudio debut de la cantante estadounidense Daya. Fue lanzado el 7 de octubre de 2016, a través de los sellos discográficos Z Entertainment, Artbeatz, y RED Distribution Todo de las canciones de su anterior extended play (EP), titulado Daya, fueron incluidas en este álbum.

## Sencillos
«Hide Away» fue lanzado como el sencillo líder del álbum el 22 de abril de 2015. Desde su estreno,  la canción logró ser número 23 en la lista Billboard Hot 100 y fue certificada como Platino por la RIAA.
«Sit Still, Look Pretty» fue lanzado como el segundo sencillo del álbum el 29 de marzo de 2016. Desde entonces se ha mantenido dentro de la lista Billboard Hot 100, y actualmente se encuentra en la posición número 28, logrando ser certificada como Oro igualmente por la RIAA.
«Words» fue lanzada como el tercer sencillo oficial del álbum el 15 de noviembre de 2016.

### Sencillo promocional
«Cool» fue lanzado como el primer sencillo promocional el 29 de septiembre, días antes del lanzamiento oficial del álbum, la canción la estrenó en el programa de radio "Beats1" de manera exclusiva.

## Recepción crítica
Después de su lanzamiento "Sit Still, Look Pretty" recibió revisiones mixtas de críticos. Brittany Spanos de la revista Rolling Stone dijo que el álbum: "la hizo una sorprendente iniciadora de una nueva clase de bubblegum-pop", pero también dijo "no es un álbum especialmente único", otorgándole una puntuación de dos estrellas de cinco.
Neill Z. Yeung del sitio AllMusic lo calificó con tres estrellas y media de cinco, expresando: "ofrece una alternativa divertida y juvenil... rebosa confianza, positividad, y una pureza refrescante que hace un regreso a clases demasiado cool", la comparó con sus dos colegas músicos contemporáneos Troye Sivan y Alessia Cara, y la contrastó con la música de la cantante juvenil de alternativo Lorde.

## Lista de canciones
| Edición estándar |                          |                                                                                                |                   |          |  |
| N.º              | Título                   | Escritor(es)                                                                                   | Producer(s)       | Duración |  |
| 1.               | «Dare»                   | Gino Barletta Scott Bruzenak Denise Carite Jonas Jeberg Grace Tandon                           | Bruzenak Barletta | 3:29     |  |
| 2.               | «Legendary»              | Gino Barletta Scott Bruzenak Brett McLaughlin Britten Newbill Kara Rantovich                   | Bruzenak Barletta | 3:24     |  |
| 3.               | «I.C.Y.M.I.»             | Barletta Bruzenak Jeberg McLaughlin Tandon                                                     | Bruzenak Barletta | 3:22     |  |
| 4.               | «Thirsty»                | Barletta Bruzenak McLaughlin Newbill                                                           | Bruzenak Barletta | 3:19     |  |
| 5.               | «Love of My Life»        | Gino Barletta Chloe Angelides Brett McLaughlin Michael Fonseca Shane van Luntern Teal Douville | Douville Omega    | 3:11     |  |
| 6.               | «Hide Away»              | Barletta Bruzenak McLaughlin Newbill Tandon                                                    | Bruzenak Barletta | 3:12     |  |
| 7.               | «Cool»                   | Barletta Bruzenak McLaughlin Newbill Tandon                                                    | Bruzenak Barletta | 3:34     |  |
| 8.               | «Sit Still, Look Pretty» | Barletta Bruzenak Mike Campbell Newbill                                                        | Bruzenak Barletta | 3:22     |  |
| 9.               | «Talk»                   | Barletta Douville Fonseca Newbill Tandon                                                       | Douville Omega    | 3:01     |  |
| 10.              | «U12»                    | Barletta Bruzenak McLaughlin Newbill                                                           | Bruzenak Barletta | 3:23     |  |
| 11.              | «Words»                  | Barletta Melanie Fontana Jeberg                                                                | Barletta          | 3:32     |  |
| 12.              | «Back to Me»             | Barletta John Lock McLaughlin Newbill Tandon Jaime Velez                                       | Barletta Velez    | 4:01     |  |
| 13.              | «Got the Feeling»        | Barletta Lukas Loules McLaughlin Tandon                                                        | LULOU             | 3:37     |  |
| 14.              | «We Are»                 | Barletta Douville Fonseca Newbill Tandon                                                       | Douville Omega    | 3:27     |  |

| Bonus tracks para Target |                  |              |                |          |  |
| N.º                      | Título           | Escritor(es) | Producer(s)    | Duración |  |
| 15.                      | «Credit»         |              |                | 3:36     |  |
| 16.                      | «Next Plane Out» |              |                | 3:41     |  |
| 17.                      | «All Right»      |              | Douville Omega | 3:29     |  |

## Posiciones en las listas
| Listas (2016)                      | Posición más alta |
| ---------------------------------- | ----------------- |
| Canadá (Billboard Canadian Albums) | 40                |
| Estados Unidos (Billboard 200)     | 36                |